# Phacodes fuscus
Phacodes fuscus är en skalbaggsart som beskrevs av Francis Polkinghorne Pascoe 1865. Phacodes fuscus ingår i släktet Phacodes och familjen långhorningar. Inga underarter finns listade i Catalogue of Life.